# 克雷公司
克雷（英語：Cray Inc.）是美國的超級電腦製造商和銷售商，總部位於華盛頓州西雅圖。公司的前身是1972年由計算機設計師希穆爾·克雷創立的克雷研究（英語： Cray Research, Inc，縮寫：CRI）。1989年希穆爾·克雷將克雷研究拆分出克雷電腦公司（Cray Computer Corporation，縮寫：CCC），後來該公司在克雷研究被視算科技併購後的一年後，亦即1995年破產。目前的克雷公司成立於2000年，在Tera Computer Company從視算科技手上買下前克雷研究的資產業務後成立。在目前的克雷公司成立前，總部也已遷移數次。

## 公司簡史
在20世紀70年代至90年代期間，憑着希穆爾·克雷以及他的克雷公司新型超級電腦設計，控制整個超級電腦市場並佔據顛峰位置長達五年（1985年-1990年）。1980年代，正值小型電腦市場萌芽階段，大量小型對手加入競爭，到1990年代中葉，很多對手不是被擠出市場，就是被併購，而惠普（HP）、國際商業機器（IBM）在超級計算機市場的崛起並不斷吞併小對手。公司在1995年破產了，1996年為視算科技收購，1999年8月售予Tera Computer Company；2000年4月，Tera更名回「克雷」。到今天，超級電腦成了一種由像它們等大型電腦公司所特意設計的電腦，目前IBM佔有42%的市場，HP佔有31%，克雷僅佔6%，儘管如此但由於其比對手更強大的性能和更好的能效比，克雷依然是超級電腦領域的巨頭之一。截至2012年12月，全球最快的超級電腦——泰坦（Titan，置放於美國橡樹嶺國家實驗室，取代Jagaur），就是由克雷公司製造的Cray XK7組建。
2019年5月17日，慧與科技（Hewlett Packard Enterprise）以每股35美元、總計13億美元現金，收購克雷公司。

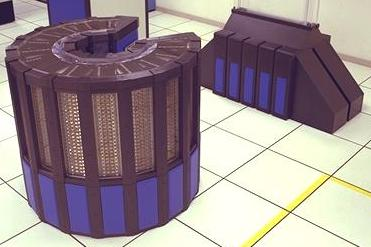
克雷公司（克雷研究）的Cray-2

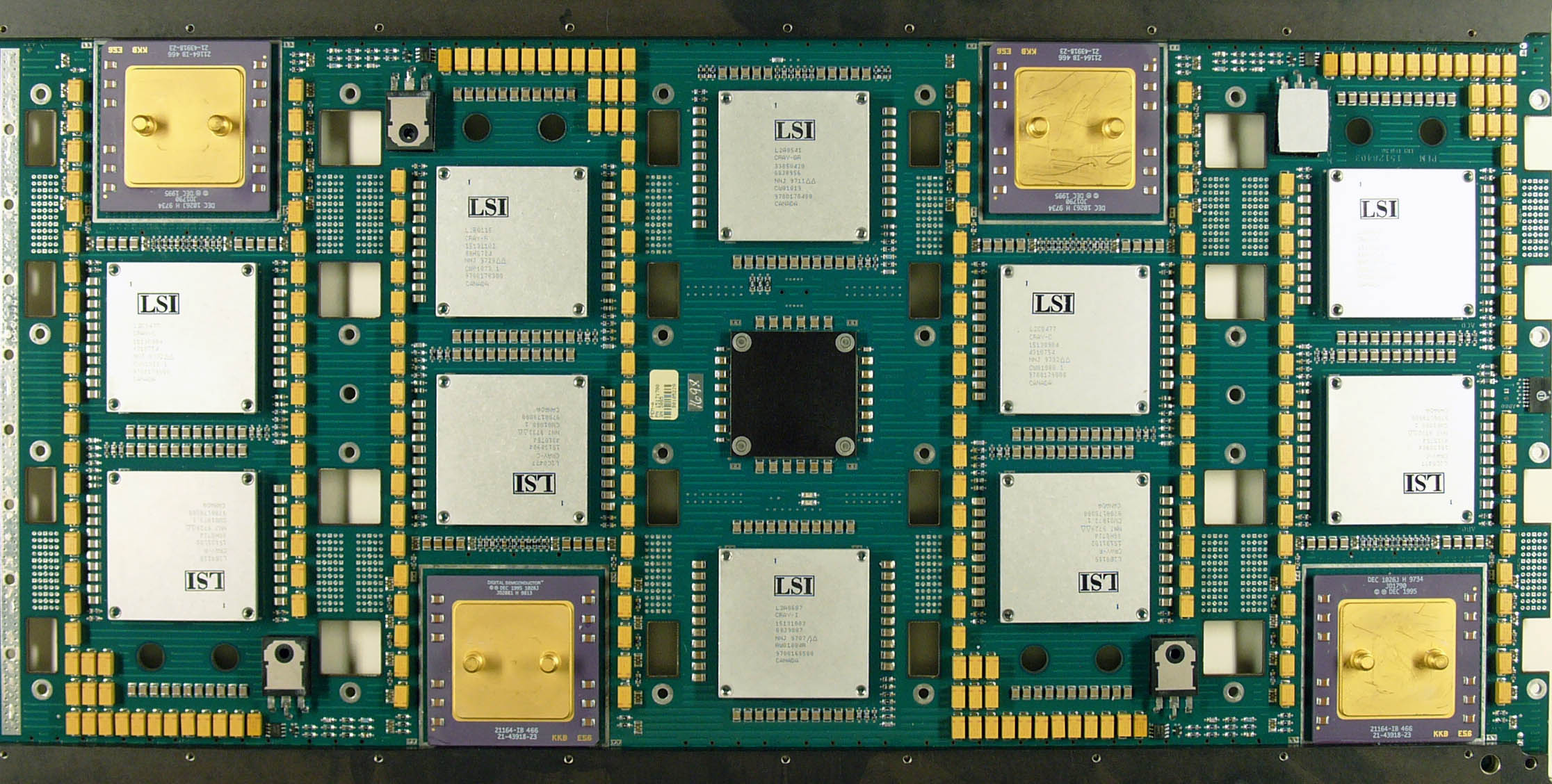
Cray-2的計算板

## 海外業務
目前克雷公司除了在美國本土的業務以外還在加拿大、巴西、日本、澳大利亞、台灣、香港、中國大陸、韓國、印度和歐洲多國的多個國家和地區中設有辦事處、子公司和研發機構。2009年4月在印度新德里成立子公司；2012年2月在中國大陸成立「克雷计算设备（北京）有限公司」，由克雷公司在香港註冊的「克雷中國有限公司」持有其全部股份。在2009年至2012年間，中國大陸的大型電腦市場上也有一批克雷的機櫃，由Netop Computing引入。

## 擴展閱讀
- Murray, Charles J. . New York: John Wiley & Sons. 1997. ISBN 0-471-04885-2.

## 外部連結
- 官方网站
- Cray Manuals Library @ Computing History （页面存档备份，存于）
- Cray headquarters is at coordinates 47°36′22″N 122°19′55″W / 47.6060°N 122.3320°W